# Cal Turró (Font-rubí)
Cal Turró és una obra amb elements eclèctics i noucentistes de Font-rubí (Alt Penedès) inclosa a l'Inventari del Patrimoni Arquitectònic de Catalunya.

## Descripció
Casa aïllada composta de planta baixa, dos pisos, terrat i torratxa. Façana principal de composició simètrica, amb balcó de tres portals al primer pis, tres balcons petits al superior i balaustrada al coronament. Utilització del totxo vist a les finestres, cantoneres i cornises de les altres façanes. Llenguatge eclèctic del noucentisme.